# S-Bahn Köln
Az S-Bahn Köln egy hat vonalból álló S-Bahn hálózat Kölnben és környékén Németországban. A 239 kilométeres S-Bahn-hálózaton összesen 65 állomás található, központja Köln Hauptbahnhof.
Érdesség, hogy egyike azon németországi kevés S-Bahn hálózatnak, ahol első osztályt is találunk.

## Járművek
- DB 422 sorozat
- DB 423 sorozat
- DB 420 sorozat
- Alstom LHB Coradia LINT

## Vonalak
| Járat | Útvonal | Hosszúság  | Vasúti jármű                                                  | Saját vasútvonal az S-Bahn vonatok számára                  |
| ----- | --- | ---------- | ------------------------------------------------------------- | ----------------------------------------------------------- |
| S 6   | Essen – Düsseldorf – Langenfeld – Leverkusen Mitte – Köln – Köln-Nippes (– Köln-Worringen)* Linie der S-Bahn Rhein-Ruhr * 7 vonatpár reggel és 8 vonatpár a délutáni csúcsidőben | 78 km      | 2× 422 2× 423 (izolált)                                       | teljes vonal                                                |
| S 11  | Düsseldorf Flughafen Terminal – Düsseldorf – Neuss – Köln-Worringen – Köln-Chorweiler – Köln – Bergisch Gladbach | 67 km      | 2× 423, reggel egyszer egy 420 a Hbf és Köln-Dellbrück között | Köln-Worringen – Köln-Longerich, Köln-Nippes – Köln-Mülheim |
| S 12  | (Horrem –) Köln – Porz – Troisdorf – Siegburg/Bonn – Hennef – Herchen – Au Hennef–Au munkanapokon óránként, vasárnap félóránként | nincs adat | 2× 423 2× 420                                                 | Horrem – Köln Steinstraße                                   |
| S 13  | (Aachen –)* Düren – Horrem – Köln – Köln/Bonn Flughafen – Troisdorf * 1× naponta | nincs adat | 2× 423                                                        | Düren – Köln Frankfurter Str.                               |
| S 19  | Düren – Horrem – Köln – Köln/Bonn Flughafen – Troisdorf – Siegburg/Bonn – Hennef – Blankenberg* – Au * Nur einzelne Fahrten in der HVZ. Hält sonst wegen Infrastrukturmangel nur im Nachtverkehr in Blankenberg Montags bis samstags stündlich bis Au, ansonsten bis Hennef oder Blankenberg; Am Wochenende Nachtverkehr bis Au | nincs adat | 2× 423                                                        | Düren – Köln Frankfurter Str.                               |
| S 23  | Euskirchen – Rheinbach – Meckenheim – Bonn Euskirchen–Bonn im 30-Minuten-Takt, Rheinbach–Bonn im Berufsverkehr im 15-Minuten-Takt, Durchbindung zur Erfttalbahn (RB 23) im 60-Minuten-Takt | 34 km      | 620 / in der HVZ teilweise 620 + 622 / vereinzelt 2× 620      | teljes vonal                                                |

## Képgaléria

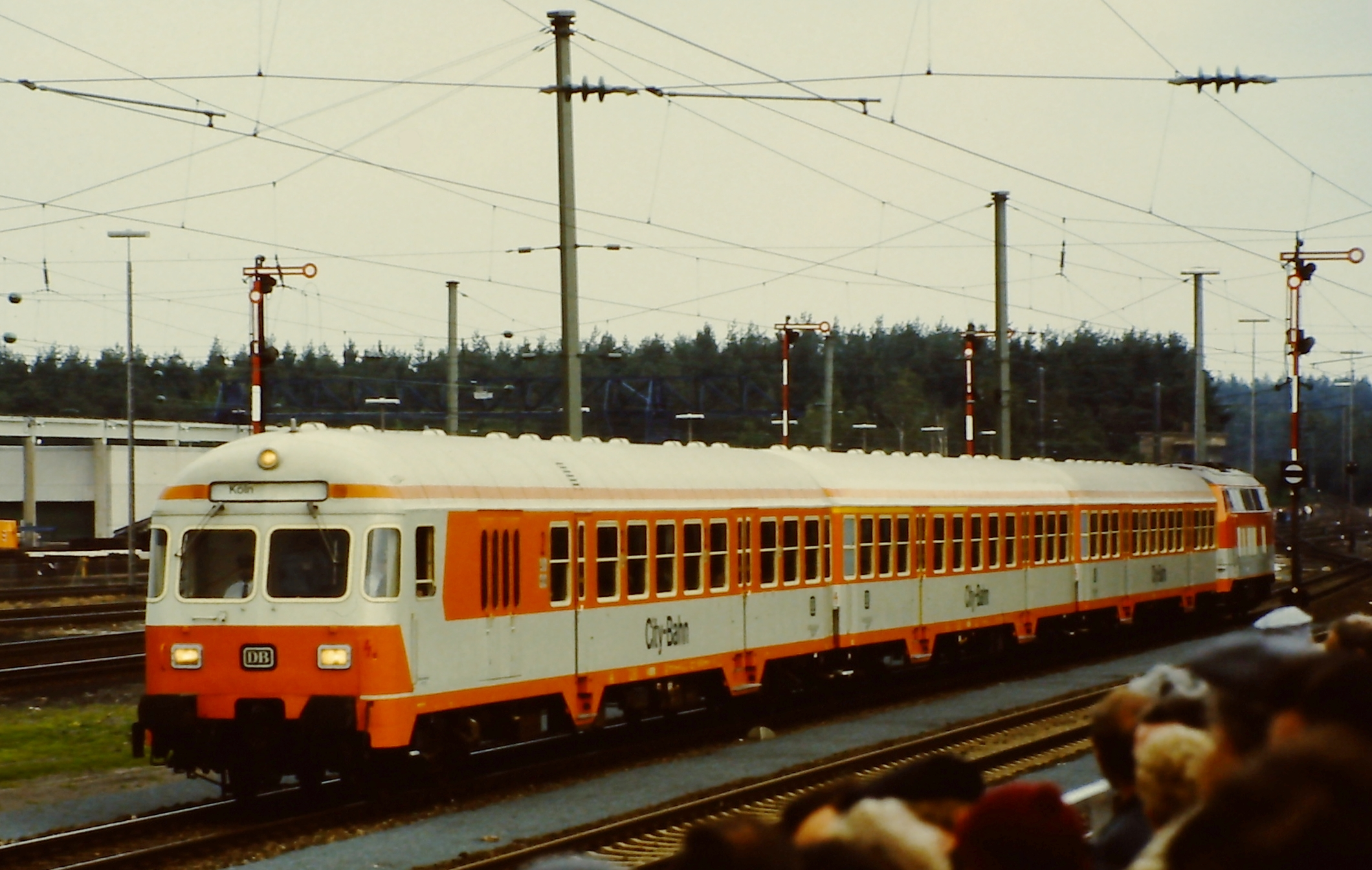
City-Bahn szerelvény 1985-ből
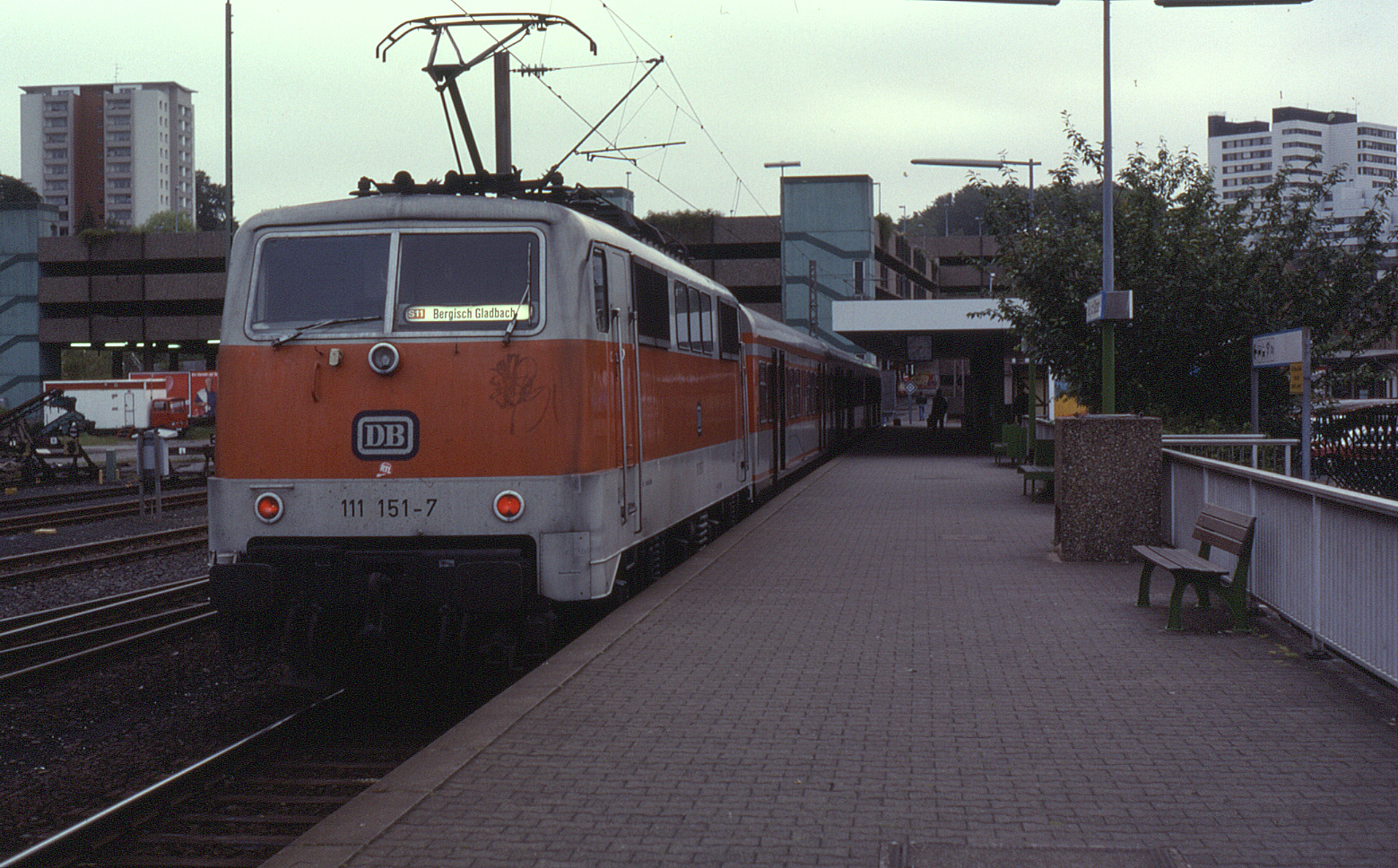
1989-ben még a DB 111 sorozat közlekedett az S-Bahn hálózaton
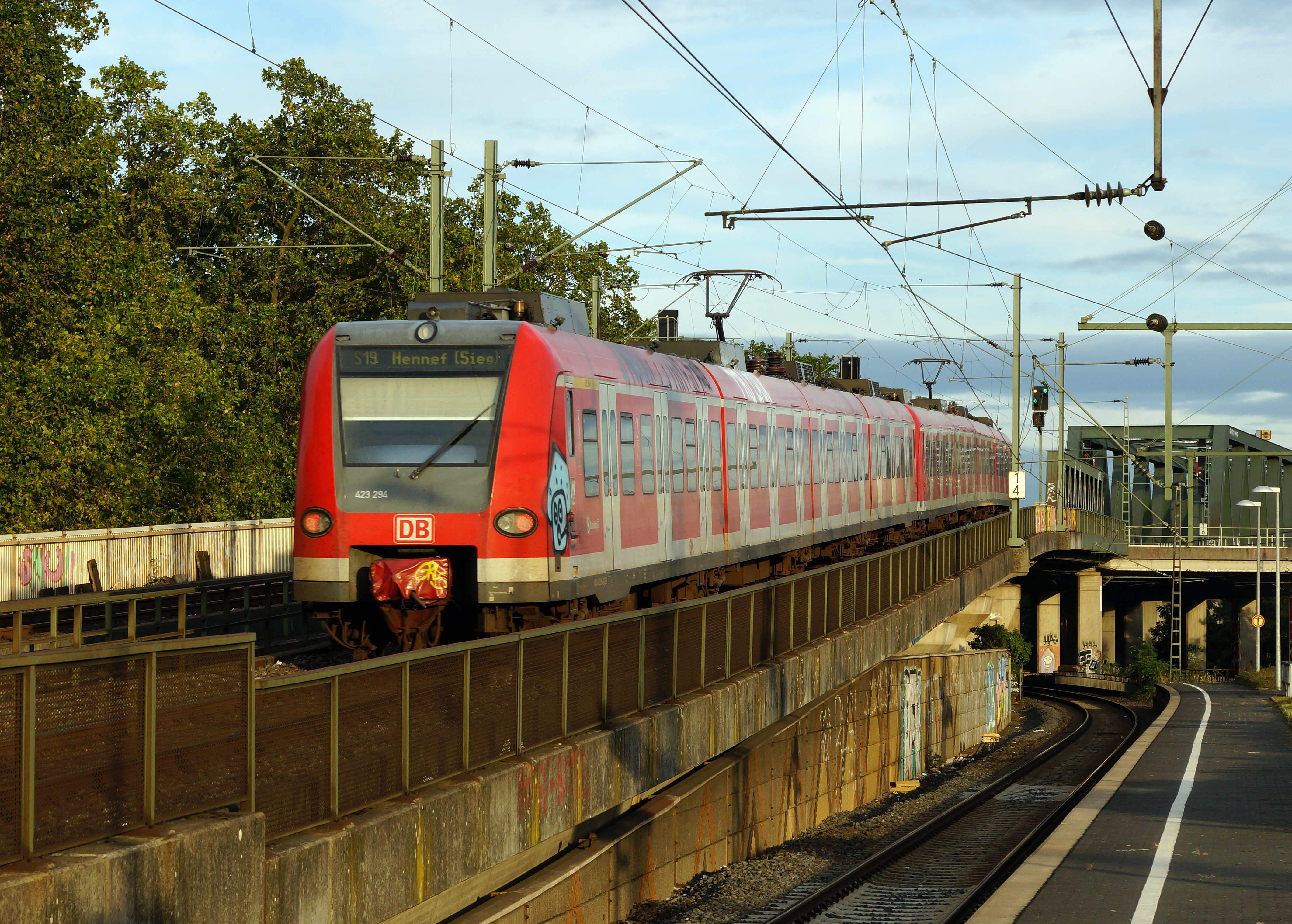
DB 423 sorozatú szerelvény Köln-Deutz állomáson 2015. október 5-én
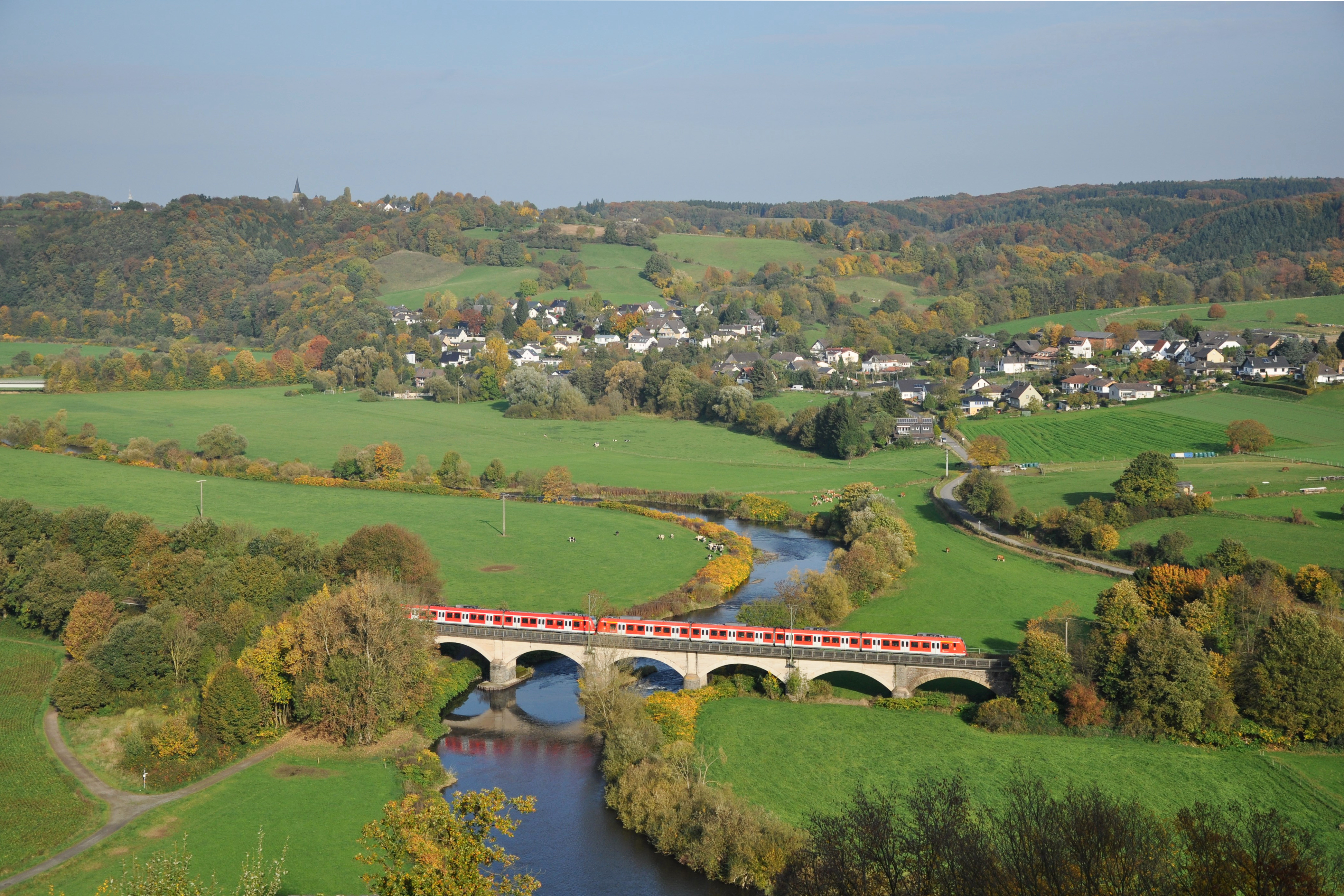
S-Bahn egy DB 423 sorozatú szerelvénnyel
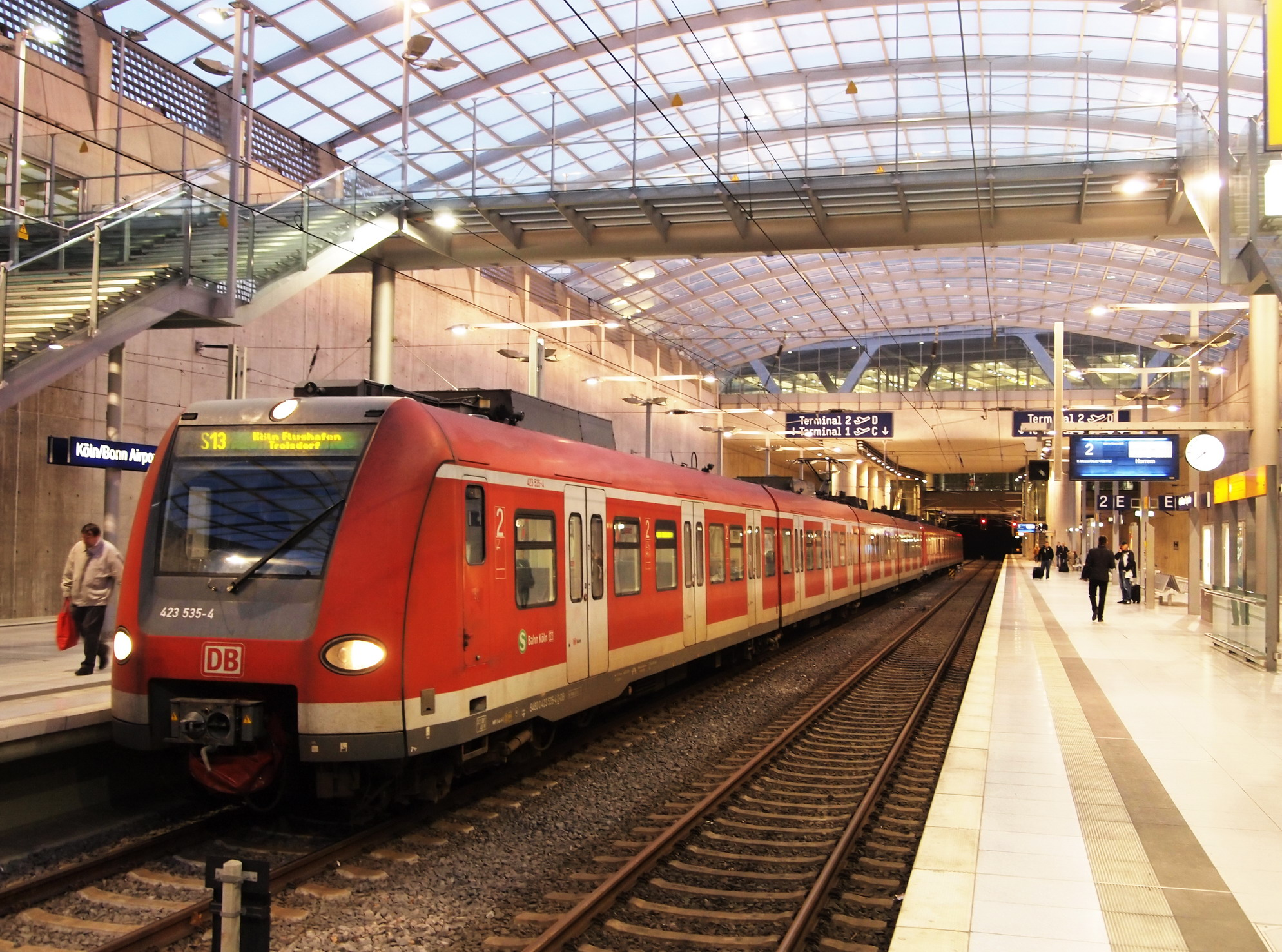
Köln Bonn Flughafenbahnhof 2011. október 14-én
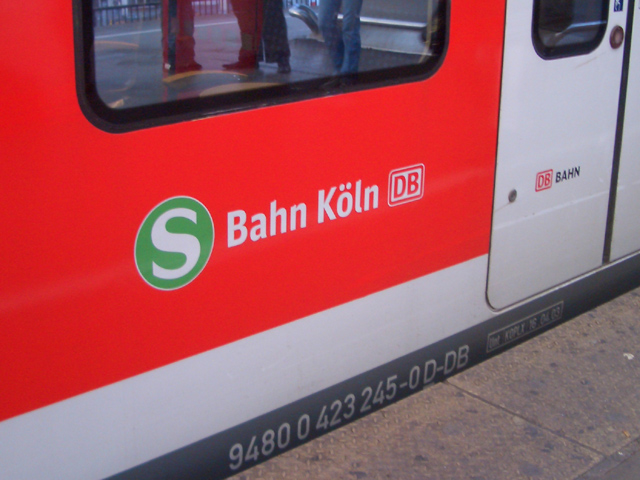
S-Bahn Köln logó egy motorvonat oldalán
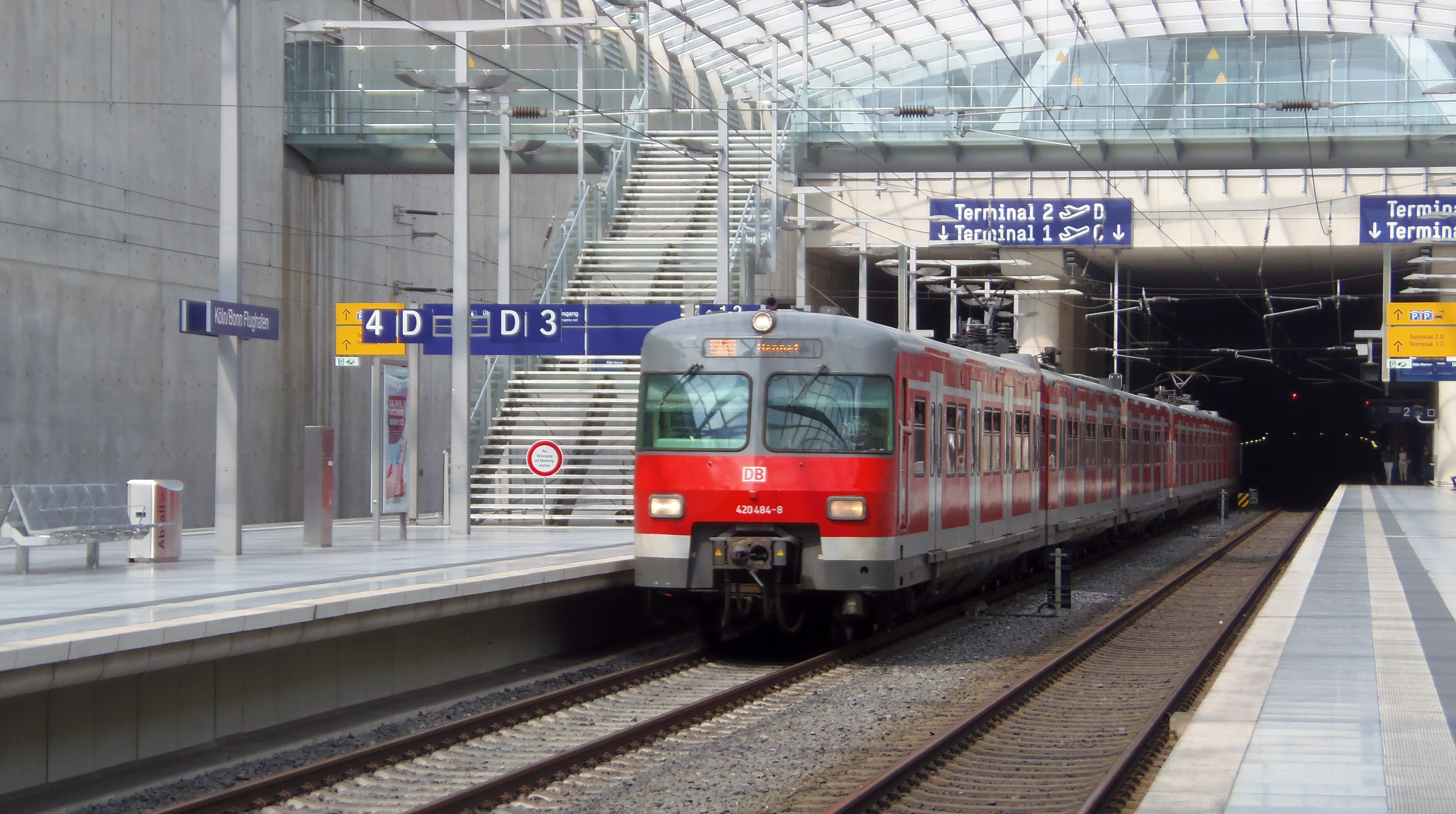
DB 420 sorozatú motorvonat